# Augusto Martín Quijano Rodríguez
Augusto Martín Quijano Rodríguez SDB (ur. 7 marca 1969 w Alija) – peruwiański duchowny rzymskokatolicki, wikariusz apostolski Pucallpy od 2019.

## Życiorys

### Prezbiterat
Święcenia kapłańskie otrzymał 22 listopada 1997 w zakonie salezjanów. Pracował głównie w salezjańskich kolegiach, był także m.in. delegatem inspektorii ds. misji oraz radnym rzymskiej i peruwiańskiej inspektorii.

### Episkopat
31 lipca 2019 papież Franciszek mianował go wikariuszem apostolskim Pucallpy. Sakry udzielił mu 21 września 2019 kardynał Pedro Barreto.